# František Bufka
František Bufka (27. srpna 1917 – 14. června 2011) byl český fotbalový trenér.

## Trenérská kariéra
V československé lize trénoval v letech 1960–1964 Baník Ostrava. Od 1. ledna 1965 trénoval LASK Linz, později vedl rezervu VfB Stuttgart, VfR Heilbronn, FC Grenchen a SV Alpine Donawitz.
S LASK Linz se stal v sezoně 1964/65 mistrem Rakouska. Linečtí byli prvním týmem, který přerušil vídeňskou nadvládu v nejvyšší rakouské soutěži. Bufka vedl LASK ve dvou utkáních PMEZ v sezoně 1965/66, v obou však jeho mužstvo podlehlo polskému mistru Górniku Zabrze a bylo z dalších bojů vyřazeno.